# Dicranomyia (Peripheroptera) austroandina
Dicranomyia (Peripheroptera) austroandina is een tweevleugelige uit de familie steltmuggen (Limoniidae). De soort komt voor in het Neotropisch gebied.